# Церковь Симеона Дивногорца (Дрезден)
Це́рковь Свято́го преподо́бного Симео́на Дивного́рца (нем. Russisch-Orthodoxe Kirche des Heiligen Simeon vom wunderbaren Berge) — православный храм в Дрездене (район «Южный пригород»).
Относится к Восточному благочинию Берлинской и Германской епархии Русской православной церкви. Настоятель — протоиерей Георгий Давыдов. Приход насчитывает около 1000 прихожан русской, греческой, болгарской и других национальностей.

## История

### Первые храмы
Первое упоминание о домовой церкви в Дрездене относятся к периоду 1813—1814 годов, когда в городе располагалась резиденция русского генерал-губернатора Саксонии князя Репнина-Волконского. Храм находился в одном из залов дворца Брюля. Вскоре был закрыт.
Вторая домашняя православная церковь была оборудована во дворце принца Максимилиана на Острааллее.
В 1861 году по желанию русской общины, насчитывавшей 358 членов, было устроена домовая приходская церковь в частном доме на Сидониенштрассе (нем. Sidonienstrasse). В 1862 году церковь была освящена в честь Входа Господня в Иерусалим. Церковный хор состоял из четырёх певцов Дрезденской оперы.
В 1864 году община переселилась в дом на Бойстштрассе (нем. Beuststrasse), 4.
Членами дрезденской православной общины в разное время были многие выдающиеся деятели России. Прихожанами церкви некоторое время являлись Михаил Бакунин и Иван Тургенев. В 1863 году в церкви был крещён родившийся в Дрездене Пётр Столыпин, а в 1870 году — дочь Фёдора Достоевского Любовь.
В 1872 году здание, в котором помещался храм, перешёл к новому владельцу, не пожелавшему в своём доме иметь православную церковь. Лишь с большим трудом русское общество уговорило его продолжить контракт на два года.

### Современный храм

Икона преподобного Симеона Дивногорца

В то же время русский подданный А. Ф. Вольнер пожертвовал необходимый для построения церкви участок земли в 17,6 ар в одной из лучших частей города на Райхенбахштрассе (нем. Reichenbachstrasse), а член Строительного комитета храма Д. И. Образцов купил у последнего ещё 4 ара земли за дарованным участком.
Проект храма, заложенного 25 апреля (7 мая) 1872 года, со всеми рисунками внешних и внутренних украшений был составлен безвозмездно проживавшим в то время в Дрездене архитектором Гаральдом фон Боссе. В строительстве также участвовал Карл Вайсбах.
Вскоре после начала строительства поступило уведомление Саксонского министерства духовных дел, что «оно не стесняет свободы православного богослужения и признает вновь созидаемое здание православным храмом». Общая стоимость строительства оценивалась в 520 тысяч рейхсмарок. Примерно четверть этой суммы составили пожертвования, оставшиеся три четверти внёс статский советник Семён Семёнович Викулин. Крупными жертвователями были также великие княгини Елена Павловна, Мария Николаевна, Александра Иосифовна; королева Ольга Николаевна, герцогиня Мария Александровна; великие князья Владимир, Алексей, Сергей и Павел Александровичи; царевич Александр Александрович.
24 мая (5 июня) 1874 года протоиерей Михаил Раевский в сослужении русского заграничного духовенства освятил церковь в честь святого Симеона Дивногорца.
23 февраля 1874 года Саксонское правительство даровало русской православной церкви права и преимущества, предоставленные вообще местным церквам, и признало её учреждением Pia Causa. Но 1 января 1876 года статус храма поменялся — Дрезденская церковь была приписана к миссии.
В 1897—1898 годах был проведён капитальный ремонт церкви: исправлено духовое отопление, стены снова выкрашены восковой краской, что давало возможность их мыть, иконостас вычищен и отполирован, окна заменены цветными, по местам сделана позолота. Снаружи некоторые камни, выветрившиеся от времени, были заменены новыми; крыша и купола выкрашены и кресты с цепями вызолочены.
Композитор Сергей Рахманинов, живший в Дрездене три зимних сезона (1906—1909 годы), сделал крупное пожертвование на устройство газового отопления церкви, которое до настоящего времени находится в рабочем состоянии.
С 1902 по 1906 год и с 1911 года к Дрезденской церкви был приписан Мариенбадский храм; с 1911 года к храму была приписана и Франценсбадская церковь.
В период с 1914 по 1921 год в связи с Первой мировой войной церковь была закрыта. Основанием для этого послужило опасение властей, что «поскольку проводимые на русском языке богослужения невозможно в достаточной мере проконтролировать, не известно, не проводятся ли они в антигерманском духе и за победу русского оружия» (из объяснения полицейского ведомства Дрездена от 30 марта 1915 года).
В 1921 году, на основе государственного решения, церковь была передана общине, которая подчинялась Синоду архиереев в изгнании. В 1927—1930 годах храм находился в юрисдикции Управляющего русскими приходами в Западной Европе Русской православной церкви.
Для помощи беженцам и другим нуждающимся в 1924 году было создано сестричество святой Марфы. Была приведена в порядок и открыта для читателей имевшаяся в церкви библиотека.
В конце 1930-х годов Министерство по делам культов, культуры и просвещения осуществляло сильный нажим на дрезденскую общину с целью понудить её перейти из ведения Московского Патриархата под юрисдикцию Русской православной церкви за границей. Несмотря на протесты общины на основе подписанного Адольфом Гитлером 25 февраля 1938 года закона и постановления к нему от 5 мая 1939 года приход со всем его имуществом был передан Берлинской и Германской епархии Русской православной церкви за границей.
После передачи храма многие члены общины заявили о своём выходе из неё. Среди них был известный философ профессор Фёдор Степун.
Во время Второй мировой войны был запрещён пасхальный крестный ход. Во время бомбардировки 13 февраля 1945 года церковь чудом устояла, но ей были нанесены значительные повреждения (сильно пострадала колокольня). При этом в храме продолжали совершаться богослужения.
Летом 1945 года церковь снова перешла в Западноевропейский Экзархат Русской православной церкви.
Храм реставрировали в 1948—1952 годах и в 1960-е годы. С 1995 года в церкви ведут восстановительные работы.
Впоследствии, после объединения Германии, смена юрисдикций спровоцировала судебные разбирательства, утихшие лишь в мае 2007 года после воссоединения Русской православной церкви.

## Архитектура, убранство

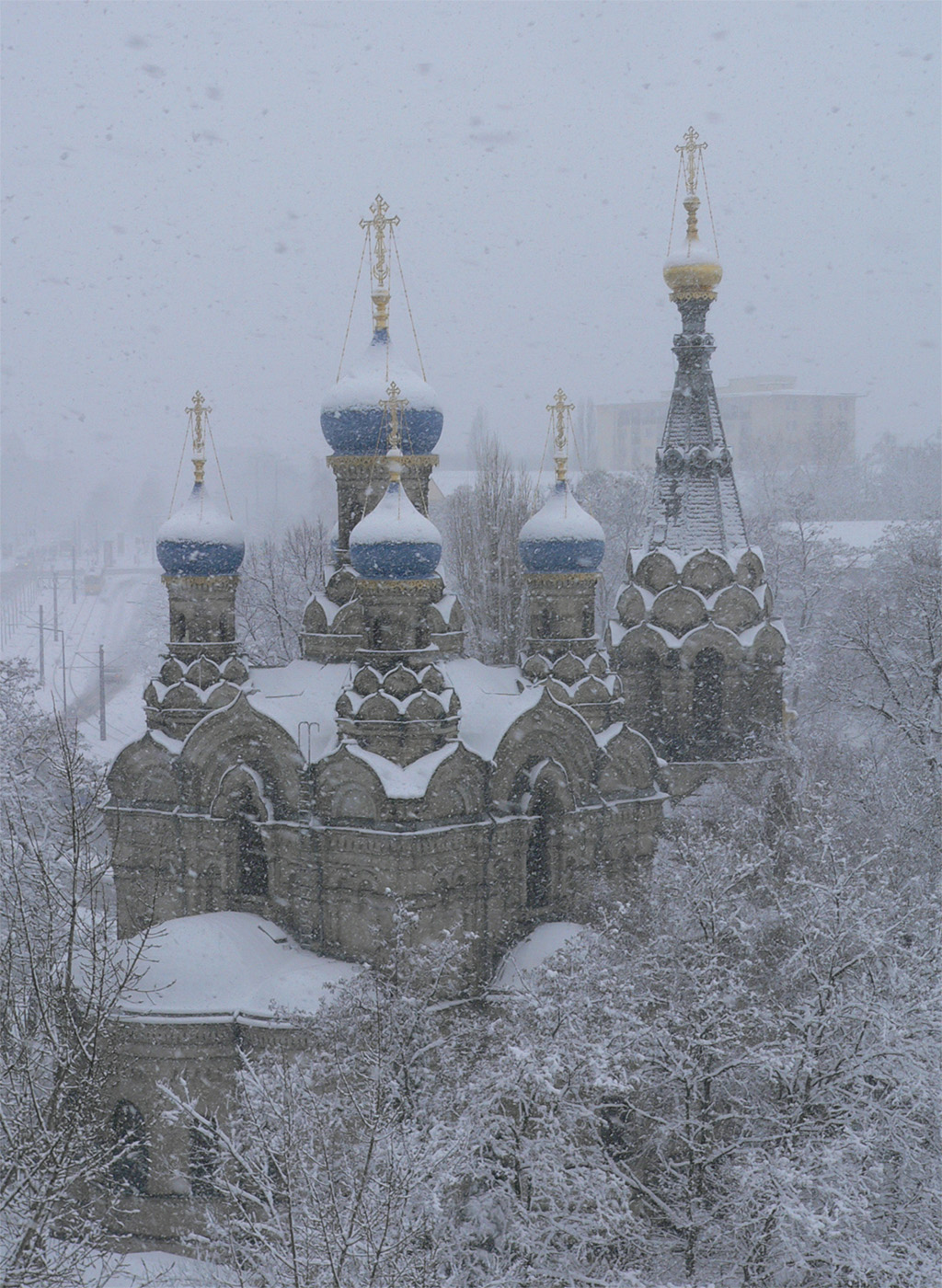
Вид на храм со стороны алтарной апсиды. Декабрь 2005

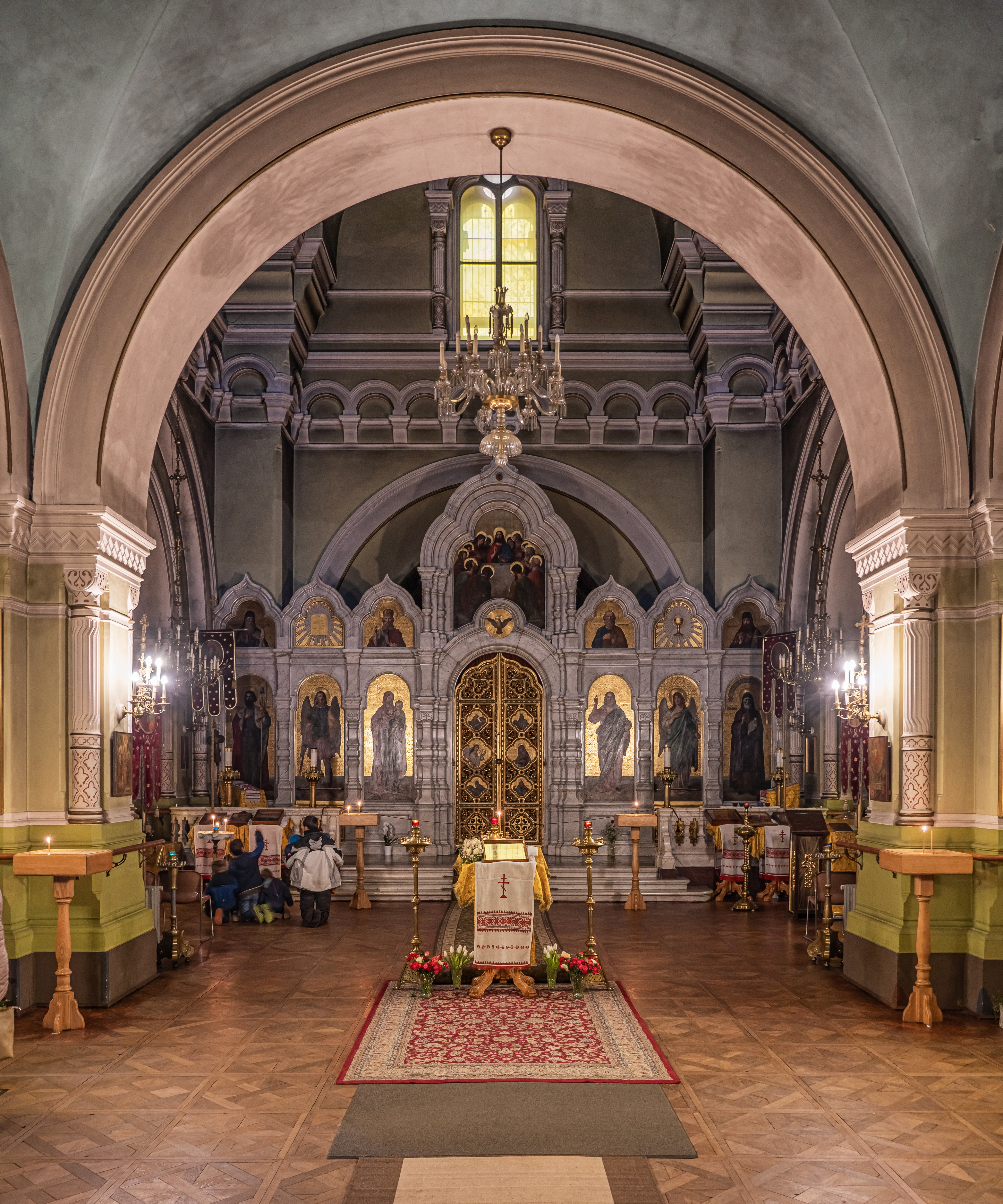
Интерьер

Дрезденский храм представляет собой изящнейшее выражение русского стиля.
В основание храма положен удлинённый четырёхугольник, перерезанный галереей, которая составляет собой поперечное колено равностороннего греческого креста. Над срединой этого креста возвышается главный корпус, увенчанный пятью голубыми главами.
Над западной частью находится колокольня (40 м), оканчивающаяся пирамидальным восьмигранным верхом.
Храм украшен разнообразным орнаментом (кокошниками, арками, пилястрами). Стены храма выложены из тёсаного тюрингского песчаника.
На стенах храма находятся две памятные доски, одна из которых — храмозданная, а другая в память посещения храма 16 (28) июня 1875 года императором Александром II.
Первоначально внутреннее убранство храма не было завершено из-за нехватки средств.
Двухъярусный иконостас и решётка солеи выполнены из каррарского мрамора. 13 икон для иконостаса написал местный художник Джеймс Маршалл.
Среди икон и утвари выделяются:
- Запрестольный образ Вознесения Господня, написанный на стекле в человеческий рост.
- Крест и образ Воскресения Христова. Дар иерусалимского патриарха Никодима. Образ написан на доске из прежней дубовой кувуклии над Гробом Господним с частицей Живоносного гроба.
- Две иконы — святителя Николая Чудотворца и святой равноапостольной княгини Ольги, дар М. Н. Журавлева. Иконы сделаны в 1899 году по мерке (высотой более 1½ метров) для двух стен на правой и левой стороне церкви, которые с самого начала предназначались для икон, но до тех пор оставались пустыми.

Внизу под церковью были устроены библиотека и квартира для сторожа, ныне — приходской зал, квартира для сторожа и котельная.
Нижний, Никольский придел, был освящён 20 февраля 1964 года.